# Romain Lancry
Pour les articles homonymes, voir Lancry.

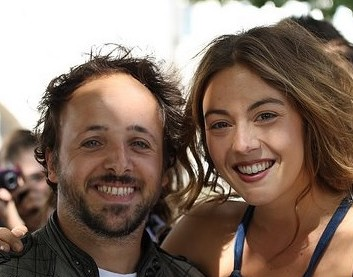
Romain Lancry avec l'actrice Constance Labbé au Festival de la Fiction TV à La Rochelle en 2016

Romain Lancry est un comédien et scénariste français qui fait partie du groupe d'humoristes Le Comité de la Claque.

## Biographie

### Études
Romain Lancry a obtenu un diplôme d'avocat.

### Comité de la Claque
Romain Lancry est membre du Comité de la Claque depuis sa création en 2005 aux côtés de Loup-Denis Elion, Paul-Henri de Baecque, avril Tembouret et plus récemment Tatiana Werner. Il s'est fait connaître avec ce groupe sur Internet en interprétant de nombreuses fausses pubs (Petzac, Franck Provost, Ray Charles vs Gilbert Montagné…) et des parodies de films (Indiana Jones, Ils reviennent…).
Romain Lancry est le comédien principal des Speed Life diffusés sur TF1 en 2010 (Speed Jean Reno, Speed François Berléand…) et de certains Speed TV (Speed Harry Potter, Speed Star Wars…). Il est présent dans chaque épisode de la série préhistorique La Caverne, diffusée sur AB1 en 2011 et dans laquelle il interprète le rôle du petit Kiki. Il joue également dans la plupart des épisodes de la série Le Ciné du Comité diffusée sur France 4 depuis octobre 2011 et dans laquelle le Comité de la Claque parodie des films culte (Nosferatu le vampire, Le Silence des agneaux, Le Seigneur des anneaux…).

### Autres activités
Romain Lancry joue dans la série Bref sur Canal+ et dans plusieurs épisodes de la série Very Bad Blagues sur Direct 8. Il interprète un des rôles principaux de la série Les Geeks.
Il participe également à plusieurs publicités, dont la célèbre campagne Tipp-Ex L'ours et le chasseur sur Internet.
En 2016 et 2017, il joue dans les publicités pour E. Leclerc faisant la promotion de Star Wars.
En 2014, il devient le comédien principal de la mini-série Ma pire angoisse, diffusée sur Canal+.

## Filmographie

### Cinéma
- 2016 : Cézanne et moi de Danièle Thompson : Achille Emperaire
- 2017 : Marie-Francine de Valérie Lemercier : Le braqueur de la boutique
- 2018 : Taxi 5 de Franck Gastambide : Loïc Bichon, l'adjoint du maire
- 2018 : Le Doudou de Julien Hervé et Philippe Mechelen : Alex Costa
- 2018 : L'école est finie d'Anne Depétrini : Vincent, professeur d’histoire-géographie
- 2018 : Demi-sœurs de Saphia Azzeddine, François-Régis Jeanne : Matteo
- 2019 : La Grande Classe (en) de Rémy Four et Julien War : Fabrice
- 2019 : Les Crevettes pailletées de Cédric Le Gallo et Maxime Govare : Damien
- 2021 : Mystère de Denis Imbert : M. Darmet
- 2022 : La Revanche des Crevettes pailletées de Cédric Le Gallo et Maxime Govare : Damien
- 2023 : 10 jours encore sans maman de Ludovic Bernard : Jean-Etienne
- 2024 : 14 Jours pour aller mieux d'Édouard Pluvieux : Romain
- 2025 : Anges & Cie  de Vladimir Rodionov : Gabriel (également scénariste)

### Télévision

#### Téléfilms
- 2011 : Milk Shake TV
- 2024 : L'Incroyable Embouteillage 2 : Vive les mariés ! de David Charhon : Léon

#### Séries télévisées
- 2011 : La Folle Histoire du Palmashow
- 2011 : La Caverne : Kiki
- 2011 : Les Geeks : Vince
- 2011 : Le Ciné du Comité
- 2011-2012 : Very Bad Blagues
- 2012 : Famille d'accueil (épisode Un diamant brut) : Donovan 20
- 2012 : Scènes de ménages : un ami de Cédric et Marion
- 2013 : Boulevard du Palais
- 2014 : Ceux de 14, (épisode 1 et 2) : Gonin
- 2014 : Ma Pire Angoisse : Romain
- 2016 : Ma Pire Angoisse - Saison 2 : Romain
- 2018 : Mike, série télévisée (OCS)
- 2020 : Les Copains d'abord : Steve

### Court-métrage
- 1999 : Mutrumuf : Ninja 2
- 2012 : Bref (épisodes Je suis en couple et Bref, lui c'est Kheiron)

## Théâtre
- 2016 : Un baiser, s'il vous plaît (rôle de Nicolas), création Festival Off d'Avignon 2016 ; adaptation du scénario du film d'Emmanuel Mouret, sur une mise en scène de Camille Bardery et Sandra Everro. Avec Camille Bardery (Judith), Sandy Besse (Émilie) et Benjamin Bourgois (Gabriel)